# Fiorella Migliore
Fiorella Migliore, nota anche come Fio Migliore (Asunción, 27 gennaio 1989), è una modella, conduttrice televisiva e attrice paraguaiana.

## Biografia
Fiorella Migliore è figlia di Lourdes, paraguaiana ed Hugo di origini italiane. Infatti i suoi genitori erano di Comiso, in provincia di Ragusa. Al momento della vittoria del titolo, Fiorella Migliore si era appena diplomata presso un istituto tecnico, ed aveva già accumulato alcune esperienze nel campo della televisione e della moda.
È stata incoronata Miss Italia nel mondo 2008 in rappresentanza del Paraguay, il 24 giugno 2008 presso il "Palazzo del Turismo" di Jesolo, dove la modella paraguaiana ha avuto la meglio sulle altre quarantanove delegate nazionali che concorrevano per il titolo.
Tra il 2010 e il 2012 ha interpretato Lia nella miniserie televisiva Sotto il cielo di Roma e ha avuto un ruolo nei film paraguaiani Universo servilleta, Libertad e 7 cajas. Nel 2012 ha partecipato al concorso nazionale Miss Paraguay, classificandosi al secondo posto e accedendo direttamente alla finale del concorso internazionale Miss Mondo 2012.
Nel 2012 ha presentato con Phil Keoghan la terza puntata della ventesima edizione di The Amazing Race, mentre in seguito è stata conduttrice televisiva per l'emittente paraguaiana Canal 13, dove ha condotto Varano Extremo e Click Tv.
È stata testimonial a livello nazionale per aziende quali Kelémata, Gillette, Dove e Claro.

## Agenzie
- LA Models - Los Angeles
- Elite Model Management - Milano